# 이경수 (1947년)
이경수(1947년 ~ )는 대한민국의 시민 운동가이다. 1999년 11월 한국남성협의회를 설립하였다. 1999년부터 2001년에는 한국의 일부 여성운동계의 군 가산점 폐지 주장을 반대하였고, 2001년에는 여성도 병역 의무를 이행하라는 남녀 공동 병역론을 제창하였다. 그는 '남성부'의 설립을 주창하였다. 2004년 9월 성매매특별법이 시행된 뒤 "성매매특별법은 남성에 대한 역차별이며, 명백한 인권탄압적 법률"이라는 주장을 제기하였다.
2000년 1월에는 여성도 병역 의무를 이행하라며 헌법소원을 냈고, 2003년 1월에는 여성부 설치가 남자들에 대한 차별이라며 여성부 설치 위헌소송을 제기하였으나 패소하였다. 2004년 4월에는 총선에 민주당 비례대표 예비후보로 나왔으나 낙마했고, 2006년 5월에는 서울시장 후보로 출마하였으나 낙선하였다. 그밖에 그는 여성가족부에 대한 정부조직법 위헌신청, 국군간호사관학교가 남성 입학을 제한 것에 대한 국가인권위원회 제소 등을 추진했다.

## 생애

### 남성 운동
1999년 10월 이화여대생 5명이 장애인 연세대학생 1명과 공동으로 군 가산점의 위헌을 주장하며 군 가산점 폐지 소송을 제기했다. 그러자 이경수는 정채기, 김재경, 성재기 등과 함께 군 가산점을 폐지하는 것은 군 복무로 손해를 본 한국 남자들에게 피해를 강요하는 것이라며 비판하였다. 2001년 10월 헌법재판소에서 군 가산점이 위헌판결을 받고 폐지되자 그는 부당한 판결이라며 여성부, 여성운동계를 비판하였다.
군 가산점 폐지 여론이 확산되자, 그는 1999년 11월 서울에서 한국남성협의회를 조직하였다.
| “ | 군(軍)가산점이 폐지된 것이 계기가 됐다. 그리고 많은 남성들이 성범죄관련 법률에 대해 잘 알지 못해 형사적으로 처벌받고 징역을 사는 것을 보면서 이들에게 법에 대한 이해력을 높여줘야겠다고 생각했다. 남성들간에 강렬한 유대감을 가져야한다고 느꼈다. 남성의 인권을 지키고 보호·옹호하며 남성 권익을 신장하기 위해 단체를 만들었다. | ” |

그는 군가산점 폐지 여론이 나오자 이를 계기로 한국남성협의회의 조직에 참여하였다. 처음에 정채기 등도 참여하였으나 정채기는 노선이 많이 다르다며 공동대표직을 사퇴하였다. 한편 논객 성재기 등 일부는 한국남성협의회에 가입하지 않고 독자적으로 활동하였다. 그러나 초기에는 단체 설립의 필요성을 별로 인식하지 못하던 성재기는 나중에 개인 활동의 한계를 느끼고 뒤늦게 단체 설립의 필요성을 인식, 자신의 사재를 처분하고 남성연대를 설립하게 된다.
이후 이경수는 다수의 대정부 성명과 시위를 통해 '성매매법의 철폐', '남여공동 징병제', ' 600만 제대군인의 국가유공자 인정', '남성부의 설치' 같은 이색 주장을 펴 주목을 끌기도 했다.

### 남녀 공동 병역운동
2000년 1월 헌법재판소에 남녀공동징병제를 주장하는 헌법소원을 냈다. 2000년 1월 남녀공동 징병제 헌법소원을 제청하면서 그는 “진정한 남녀평등을 원한다면 여성도 군대에 가야 한다”는 논리를 폈다. 이에 대해 정채기는 “이러한 논리에 적극 동의할 수는 없지만 남성 역시 자본주의나 가부장제와 같은 사회 구조안에서 결코 자유롭지 못한 것이 사실”이라고 주장한다. 정채기는 “진정한 남녀평등 사회를 만들려면 남성에게만 그 책임을 물을 것이 아니라 남성 지배문화를 가능케 한 사회구조를 변화시켜야 한다”고 반박하였다. 한편 이경수는 남녀차별 해소 방안으로 남녀 공동 병역을 대안으로 제시하였다.
2003년 1월 여성부의 설치 근거를 마련한 정부조직법이 성 대결을 조장한다며 헌법재판소에 헌법소원을 내기도 했다. 그러나 그의 헌법소원은 각하되었다.

### 여성부 설립 위헌소송
2000년 12월 E.B.S 주최 여성부장관 취임 일성으로 성범죄에 대한 강력한 처벌(처벌주체 남성)을 피력하였다. 이때 이경수는 남성협의회 정성환 사무총장 외 7명의 회원들과 함께 취임식장에 사전 참석, 여성부 장관을 향해 남성권익 및 성의 가치를 주장하며 질타하였다.
그는 여성부 설치 자체가 위헌이고 남자들에 대한 차별이라 역설했고, 여성부 설치가 위헌이라 역설했다. 2003년 1월 초부터는 여성부 설치가 남자들에 대한 역차별이라며 여성부 폐지 및 여성부 설립 위헌 소송을 준비하였다. 이어 “여성부의 존재는 남성에 대한 역차별”이라며 여성부의 설치근거가 된 정부조직법은 위헌이라며 헌법재판소에 헌법소원을 냈다. 그는 신청서에서 “헌법에서는 모든 국민이 성적인 이유로 차별을 받지 않을 뿐 아니라 사회적 특수계급 제도 자체를 금지하나,여성부는 성을 이유로 남성에 대한 역차별을 심화시키고 있어 여성부를 시급히 폐지하는 것이 헌법정신에 부합하는 일”이라고 주장했다. 그는“대다수 남성들에게 성대결과 위화감을 조성하는 여성부의 설치근거인 정부조직법은 위헌”이라며 헌법재판소에 헌법소원을 제기하였다. 협의회 측은 “남성이 여성을 차별하고 있다는 법적근거는 전혀 없다”며 “헌법은 모든 국민이 성적인 이유로 차별받지 않도록 하고 있는데 여성부의 존재는 남성에 대한 역차별을 심화시키고 있다”고 주장하였다.
한국남성협의회 회장 이경수는 10일 신청서에서 “여성부가 대다수 한국 남성들에게 희망과 미래를 주기보다 오히려 성대결과 위화감을 조성하고 있다”면서 “더 이상 여성부의 존립가치가 없다고 판단해 그 설치근거인 정부조직법에 대한 위헌 소원을 내게 됐다”고 밝혔다. 그는 여성부의 존재 자체가 남자에 대한 차별이라 규정했다. 그는 협의회 성명을 통해 “정부가 여성부를 신설한 것은 여성이 남성으로부터 성차별을 당하기 때문이라 하지만 남성이 여성을 차별하고 있는 법적 근거는 없다”며 “헌법은 모든 국민이 성적 차별을 받지 않도록 하고 있다는 점에서 여성부의 존재는 남성에 대한 역차별을 심화시키고 있다”고 주장했다. 그러나 그의 위헌 소송은 결국 패소하고 만다.

### 비례대표 예비후보 출마
2004년 2월에는 민주당의 국회 비례대표 후보자로 입후보하였으나 탈락하였다.
| “ | << 새로운 남성의 시대를 열어가겠습니다! >> 21c는 여성의 시대라고 합니다.여성의 감수성과 세심함은 지식사회,정보사회,이미지사회등의 사회적 특성과 맞물려 여성상위시대를 만들었습니다. 또한 여성인력의 사회적 진출을 강화해 경제성장 및 국가경쟁력의 향상을 도모하고자 하는 일련의 사회적 흐름이 주류가 된지 오래입니다. 하지만 여전히 법률 및 국민의 인식수준은 과거 가부장적 성역할시대의 관념적 사고를 그대로 반영하고 있거나 머물고 있어 시대적 변화에 적절히 대응하지 못하고 있습니다. 헌법에조차 남성의 복지를 무시하고 여성의 복지만을 규정하고 있으며 21C인 현재에서조차 남성에게만 가족의 경제적 부양을 지울 뿐 여성은 가족의 경제적 부양의무가 없는 등 구시대적 법률조항이 남아 있습니다. 이러한 법률조항은 과거 사회적 약자였던 여성을 보호하기 위해 국가가 규정한 여성보호법률입니다. 하지만 현재시대에서 남성과 여성의 성역할 구별의 의미가 퇴색되고 사회적 약자로서의 '여성'은 없어졌습니다. 오히려 각종 여성우대 및 보호제도로 인해 남성은 상대적으로 소외되고 기본권조차 보호받지 못하는 실정입니다. 노숙자의 99%가 남성이며,세계에서 40대 남성사망률이 최고수준이며,남성과 여성의 수명차이도 세계최고수준입니다. 병역의무의 관계도 성을 이유로 여전히 한국남성만이 병역의 의무를 단독으로 지우고 있는 것이 현실입니다. 강제할당제 역시 우리나라 헌법과 법률에 위배되는 남성을 차별하고 있는 여성우대정책입니다. 이제 이러한 것들을 사회적 약자를 보호하는 것이 아니고 도리의 성의 위화감을 조성하고,성의 대결만을 불러일으키는 비합법적이며 비합리적,모순의 그릇된 정책들로 이제 스톱되어야 합니다. 진정한 남녀평등은 더불어 존중되고 함께하는 삶속에서 편견과 치우치지 않는 공정한 사회이념과 가치속에서 창조되어지는 것입니다. - 다음사항을 공약으로 제시하고자 합니다 1. 헌법과 법률에서 말하는 여성복지규정을 국민복지로 개정하겠습니다. 2. 남녀공동병역의무를 추진하겠습니다. 3. 가족법 개정하여 평등법으로 하겠습니다. 4. 성의 제한과 불허로 한쪽성에 치우친 고등기본교육법을 고치겠습니다. 5. 군복무자에 대한 국가 유공자법을 신설하겠습니다. 6. 20%에 머물고 있는 초등교사에 대하여 2-3년간 군복무로 각종 공무원시험등에서 대단히 불리하게 되어있는 한국남성의 차별적 고시제도에 대하여 전면적으로 수정하겠습니다. | ” |

그러나 그는 지명받지 못하고 탈락하였다.
그는 사비를 털어 홈페이지(http://www.kormenass.co.kr)를%5B깨진+링크(과거+내용+찾기)%5D 운영하였다. 그는 남성운동을 하면서 주변의 편견을 운영의 어려움으로 지적했다. 2004년 조선일보와의 인터뷰에서 그는 "정부지원을 신청하고 있는데 남성이 여성에 비해 신체적으로 우월하다는 관념때문에 힘든 게 많다. 여성단체에는 돈도 대 주고 하는데 우리는 지원해주지 않아 한국 남성들의 저항이 엄청나다."고 밝히기도 했다.

### 성매매 특별법 제정 비판
2004년 9월 국회에서 성매매 특별법이 발의되자 이경수는 이 법은 남자들을 탄압하기 위해 만든 악법이라며 분노하였다. 이때  성재기 등 소수만이 그의 의견에 동조하였다. 10월 26일 서울 서초구 한 커피숍에서 조선일보, 오마이뉴스, 브레이크뉴스 등의 언론사들과 인터뷰하였다. 언론 인터뷰에서 그는 “이번 성매매 특별법은 한국 남성 모두를 예비 범죄자로 보는 명백한 인권탄압”이라며 “여성들의 시각에서 본 남성들에 대한 역차별적 발상으로 당연히 폐지되어야 한다”고 목소리를 높였다. 그는 일부 여자 지식인들이 남자들에 대한 비뚤어진 사고방식을 갖고 남자들을 탄압하려 한다고 비판했다.
그는 "지난 2004년 9월 23일 남성들의 처벌을 목적으로 제정 시행한 성매매법은 무려 한달 새 4365명의 대한민국 남성들이 형사 처벌되거나 줄줄이 교도소로 향하는 비극을 초래했다"면서 "대한민국의 남성이 이같은 부당안 대우와 차별적 차우를 더 이상 받지 않도록 현명한 판단을 부탁드린다"고 밝혔다. 그는 “성매매 특별법이 시행되면서 남성운동이 더욱 절실하다고 인식했다”면서 “성매매 특별법과 관련 11월 초 국가인권위에 진정할 예정이며, 11월 중 변호사 선임이 마무리되면 헌법소원도 제기하겠다”고 밝혔다. 이에 대해 여성계는 “말도 안되는 주장으로 대응할 필요도 없다”는 입장인 반면, 일부 남성들은 전폭적인(?) 지지의사를 밝히고 있다. 이에 따라 그는 국가인권위 진정과 헌법소원까지 준비하였다.
그는 성매매 특별법이 남자들에 대한 증오심 때문에 만들어진 법으로 규정했다. 2006년 8월 19일 한 언론과의 인터뷰에서 "성매매특별법의 경우 국민적 공감대가 높다. 남성들에 대한 역차별적 발상이라는 말은 설득력이 부족해 보이지 않는가."라는 질문에 대해 그는 "물론 성을 사고 파는 행위는 처벌받아 마땅하다. 하지만 과연 특별법을 만들어 시행하는 과정이 단순히 성매매 근절에 대한 것인지 의문이다. 기존 성범죄에 관한 법률에 가중처벌 등의 조항을 삽입해 기존 형법을 보완하면 되는 사안을 특별법까지 만들어 시행한다는 것은 다분히 정치적인 의도가 포함됐다고 볼 수 있다."고 답했다.
그는 성매매 특별법이 남자들을 탄압하기 위한 법이라 봤다. 또한 남자들의 사회활동을 축소시키려고, 남자들을 경쟁에서 밀어내려고 만든 꼼수로도 해석했다. 그는 "남성의 사회활동을 좁아지게 하고 여성들의 지위를 향상시키려는 의도가 숨어 있다는 판단이다. 남성의 존엄성이 상실되고 남성의 가치가 희박해 지는 것이 오늘날 남성들의 현실인데 정부가 너무 상대적 약자라는 이유를 들어 여성계의 목소리만 대변했다고 볼 수밖에 없다는 얘기다. 성매매특별법은 한국 남성 모두를 예비 범죄자로 보는 명백한 인권탄압이다. 여성들의 시각에서 본 남성들에 대한 역차별적 발상으로 당연히 폐지되어야 한다."고 역설했다.

### 성매매특별법 위헌 소송
2004년 11월 11일 국회에서 성매매특별법이 제정되자 이경수는 남자들의 행복추구권을 침해했다고 비판하였다. 이경수 한국남성협의회 회장은 이날 성매매특별법이 남성의 신체의 자유와 행복추구권을 침해했다며 진정을 국가인권위에 접수했다. 그는 성매매특별법 시행으로 남성 협사입건 수가 2004년 당시 2,352명에 이르는 등 남성의 신체의 자유, 생존권ㆍ행복추구권이 침해됐다며 인권위에 진정을 접수했다. 그는 진정서에서 “성의 가치는 스스로 독립해 자율적으로 결정해야 하며 국가공권력이 개입해 해결될 문제가 아니므로 이들 법률을 폐지해주기를 바란다”고 밝혔다. 서울 서초구 방배동에서 스포츠 마사지업소를 운영했던 B씨는 그보다 앞서 10월 26일 “대다수 남성들의 기본적 욕구를 법률로 억압하는 것은 위헌의 소지가 있다”며 성매매 특별법에 대해 헌법소원을 제기했다. B씨는 “특히 군인들에게 이 법을 적용할 경우 군 사기가 저하될 수 있으며, 헌법에 직업선택의 자유가 보장돼 있는 만큼 생계형 성매매 종사자들을 직업인으로 인정해야 한다”고 주장했다. 한편 한국남성협의회 회장 이경수는 “성매매 특별법은 남성들에 대한 역차별로 남성들의 행복추구권을 침해한다”며 집단 헌법소원을 준비하였다.
11월 2일 한국남성협의회 이경수(57) 회장 등 회원 3명은 이날 ‘성매매특별법이 남성의 신체의 자유와 행복추구권을 침해했다.’며 국가인권위원회에 진정을 냈다. 이들은 진정서에서 “성매매특별법 시행 한달 만에 2352명의 남성들이 범법자가 됐다.”면서 “성매매 특별법은 소수의 여성주의자가 남성에 대한 적개심으로 만든 법률”이라고 주장했다. 그는 일부 여성주의자들, 여성운동가들 중에 남자들에 대한 적개심, 남성성에 대한 적개심으로 똘똘뭉친 자들이 있으며, 그들의 무차별적인 남성 혐오 분출, 남성 공격이 아주 당연하다는 것처럼 먹혀들고 있다고 지적했다.
| “ | 성매매특별법의 내면에는 남성을 향한 증오심과 적개심이 있습니다. | ” |

한국남성협의회(회장 이경수)는 국가인권위원회에 성매매특별법이 남성들의 인격과 행복추구권을 침해한다고 진정서를 냈다. 진정서가 공정하게 처리되지 않을 경우 헌법소원을 내고 남성부 입법청원을 위해 길거리 서명에 나설 계획이라는 게 한국남성협의회의 입장이다. 여성부와 국회 여성위원회의 성매매 특별법을 위헌, 위법이라 주장하며 성토하자 남성들의 지지가 계속되었다. 이 단체 홈페이지엔 10월 말 이후 하루 평균 200개 이상의 지지글이 올라오고 있다. 남성부 신설, 언론매체인 남성타임즈 창간 등을 주장하는 강경파도 상당수다. 후원자를 자청하는 남성도 시간이 지나면서 가파른 곡선을 그리고 있다. 또한 일부 성매매 여성 역시 그의 견해를 지지하였다.
이에 여성단체들은 “기가 막힌다" “대꾸할 가치가 없다"는 반응이다. 김금옥 한국여성단체연합 위원은 “식욕도 본능인데 배고파 도둑질을 하는 것도 행복추구권 행사에 해당되느냐"며 “성매매 알선업자와 이용자를 범죄자로 규정해 단속함으로써 성매매 과정에서 부당한 인권침해가 일어나지 않도록 하는 데 성매매특별법의 목적이 있다"고 강조한다.
2004년 12월 4일 서울 종로3가 파고다공원 앞에서 한국남성협의회 회원들과 함께 여성부 폐지 또는 남성부 설치를 요구하는 집회를 벌였다.
| “ | - 정부조직에 남성부를 설치하라. - 성매매법을 즉각 철폐하라. - 남,여 공동 징병하라. - 600만 제대군인에게 국가유공자 인정하라. - 한국의 대학생, 청년들에게 꿈과 비전을 안겨줘라. | ” |

파고다공원 낭독 후 가두집회를 하였으나, 일부 여성단체 회원들과 물리적 충돌이 우려된다 하여 경찰에 의해 제지되었다.

### 여고생의 여성 병역론 지지
2005년 9월 여자 고등학생 고모(19)가 여자도 군대에 가야한다며 대한민국의 병역론에 대해 문제를 제기하였다. 그러자 이경수는 고모 여학생의 용기를 격려하며 고모의 헌법소원을 도와주었다. 여고생인 고아무개(18)씨가 "여성도 의무적으로 군대에 가야 한다"며 헌법소원을 청구한 것이 밝혀져 이슈가 되기도 했다. 이런 가운데 고씨의 청구서를 작성하는 것을 도와준 이경수 한국남성협의회 회장은 5일 <오마이뉴스>와의 전화통화에서 "지난 90년대 말 군가산점 폐지 이후 우리 남성들은 역차별을 당하고 있다"며 "그에 대한 대안으로 여성도 병역 의무를 져야 한다"고 주장했다.
이어 이경수는 "군가산점 폐지 뒤 고시를 포함한 취직에 있어서도 여성이 우위를 점하게 됐다"며 "이런 모순된 점을 바로 잡기 위해 남녀 모두 공동징집돼야 한다"고 말했다. 한국남성협의회 회원이기도 한 고씨는 지난달 18일 대학생인 윤아무개씨와 함께 헌법재판소에 '병역법 위헌 청구의 소'를 제기했다. 아이디어는 고씨와 윤씨가 냈고 이경수 회장은 대리인으로 이번 청구에 동참했는데, 청구서는 전부 이 회장에 의해 작성됐다고 한다.
청구인 고씨는 5일 오후 <오마이뉴스>와의 전화통화를 통해 "여성도 병역 의무를 가져야 한다는 생각은 지난해부터 해왔다"며 "남녀 모두 1년씩 군대에 다녀와야 한다"고 주장했다. 이어 고씨는 "김 일병 총기난사 사건이나 병역비리 사건은 근본적으로 남자들이 여자들처럼 군에서 빠져야 한다고 생각했기 때문에 벌어진 것"이라며 "여자를 군대에 보내지 않는 것이 이해가 안 된다"고 지적했다. 그는 "남녀 공동 모병제도 좋은 생각이지만 중국처럼 많은 인구가 있으면 모를까 우리의 경우 필요한 병사를 충족시키지 못할 것"이라며 "통일이 되면 모병제도 괜찮을 것"이라고 밝혔다.
그는 고모 양의 여성 병역 청구를 지지, 격려하였다. 고모 양의 청구에 대해 이 회장은 "최근 현역 복무한 남성들에 대한 보상, 구제대책이 전무하다"며 "예전에 예비군들에게는 점수상 조금의 유리함이 있었지만 지금은 그조차도 없다"고 지적했다. 이경수는 이어 "예를 들어 신체적으로 정상인 남자와 장애인과는 일의 능률의 측면에서 다른 것 아닌가"라며 "신체가 건강해서 군대에 다녀온 사람에게 그동안의 기여도가 큰 것에 대해 정부와 사회가 더 잘해줘야 한다"고 주장했다.
한편 한 언론에서 여성 병역에 대한 의견을 묻자, 법으로 정하지 않는 한 대다수의 여자들은 병역의 의무에 자발적으로 참여하지 않을 것이라고 전망했다. 이 회장은 '병역 의무제'가 아닌 남 공동 모병제에 대한 생각을 묻자 "여자들이 안 할 것이다, 여자들은 하사관이나 장교로 월급을 많이 타려는 것 아닌가"라고 답했다.

### 서울시장 출마와 낙선
2006년 서울특별시장 후보에 민주당으로 공천을 신청하였으나 공천에서 탈락하였다. 그해 5월 14일 그는 '650만 제대군인을 국가 유공자로 만들겠다'고 선언하고 무소속 서울시장 후보로 출마하였다. 사실상 강금실 전 장관과 오세훈 전 의원의 '양강 구도'로 굳어진 서울시장 선거였으나 그의 출마는 화제가 되었다. 5월 17일 서울시청 앞 '서울광장'에서 기자회견을 자처한 이경수 회장은 다소 강금실 전 장관을 의식한 듯, "끼가 좀 있다고, 색이 보라색이라고 저들에게 이 광활한 수도 서울을 맡긴다면 우리의 가장 존엄한 자존과 주권을 뺏기는 일이요, 국민을 속이고 기만하는 일이라 아니할 수 없다"면서 서울시민에게 국가의 '지킴이'와 '지렛대'의 역할을 할 수 있는 자신을 선택해 줄 것을 호소했다.
언론 인터뷰에서 그는 "서울시장에 출마 선언을 한 것은 시대적 소명감과 사명감이라며 청년들에게 꿈과 희망을 주는 시장이 되겠다"고 전한 이경수 예비후보는 "제대한 군인들은 사회와 국가에 기여한 공이 큰데 국가는 그들을 실질적으로 보상해 주는 것이 없다"며 "자신이 서울 시장이 되면 650만 제대 군인을 국가 유공자로 만들겠다"는 포부를 밝혔다. 그는 "자신만이 진정한 서울의 개혁과 남성의 활동을 돕는 서울시장이 될 것"이라고 지지를 호소했다. 그러나 낙선하였다.
2007년 12월 13일에는 노무현 대통령을 상대로 대통령 직무정지 가처분 신청을 제기했다. 한국남성협의회 이경수 회장은 그와 회원들 공동 명의로 서울행정법원 2007아2735호로 당시 노무현 대통령에 대한 국정파탄의 책임을 물어 대한민국 내에서 발생한 신용불량자 450만명, 청년실업자 150만명, 가계의부채 610조4638억원, 생활고의 자살자 87,000명 등 엄청난 국가적 위기의 초래로 국민의 삶의 고통 가중시킨 책임에 대하여 대통령 직무정지 가처분신청을 제기하였다. 그러나 곧 기각되었다.
2010년 1월 13일 교육과학기술부장관, 국방부장관 앞으로 '현역과 군제대자에 대하여 처우의 현실화와 보상대책을 즉각적으로 강구하라, 두발과 수염을 기를 수 있는 자유를 허하라'는 주제로 장문의 문서를 작성하여 요구사항을 전달하였다. 2010년 2월 4일자로 국방부장관(김태영)의 명의로 긍정적으로 검토하고 있다라는 답변서를 받았다. 2010년 2월 12일자로 교육과학기술부장관이 이경수 회장 앞으로 긴급문건으로 하여 차별적 조항들을 철폐, 개선해나갈 것이라는 확답을 받았다.
2013년 7월 26일 남성연대의 대표였던 성재기가 사고로 죽자 그의 빈소를 찾아 조문, 애도하였다. 이경수 남성협의회 회장은 "오늘도 유가족은 보이지 않는다"면서 "30여명이 장지로 함께 떠날 것"이라고 설명했다. 앞으로 남성연대 운영에 대해 이 회장은 "내부에서 한승오 사무처장이 차기 회장이 될 가능성이 높다는 얘기가 돌고 있다"고 밝혔다.

## 사상과 신념

### 성매매 특별법 위헌론
그는 2004년 9월 국회에서 성매매 특별법이 발의되자, 남자들을 차별하기 위한 악법이라 주장하고 이를 비판했다. 그해 11월 한국남성협의회 이경수 회장 등 회원 3명은 지난 9월 시행된 성매매특별법이 남성에 대해 인권침해를 유발하고 있다며 1일 국가인권위원회에 진정서를 제출했다. 이들은 진정서에서 “법 시행 이후 1개월 만에 남성 2,352명이 형사입건됐다”며 “이 법은 성매매 여성을 보호한다는 법의 본래 취지와 달리 한국 남성의 행복추구권을 현저히 박탈하고 있는 최고의 악성 차별법”이라고 주장했다.
| “ | 이 법이 남성인권을 탄압하고 유린하는 악법이기 때문이다. 내면에 남성을 향한 증오심과 적개심이 있다. 이 법은 여성인권의 보호를 표방하면서 결과적으로 남성들을 처벌하는 법이다. 2004년 9월 23일부터 10월 23일까지 이 법에 의해 남성 2300여 명이 처벌됐다. 삼청교육대보다 더하다. | ” |
|   | — 언론에 밝힌 성매매 특별법 위헌 이유 |   |

그는 성매매 특별법이 남자들의 행복추구권을 침해한다고 역설했다. 그는“이 법은 남성들에 대한 인권침해뿐 아니라 생존권, 나아가 행복추구권까지 현저히 박탈하고 있다”고 주장했다. 남성협의회를 통해 그는 “성의 가치는 (개인이) 자율적으로 결정해야 하며, 국가 공권력이 개입해 해결될 문제가 아니다”라며 “한국 남성들의 인권을 억압하고 시대에 뒤떨어진 성매매 특별법을 즉각 폐지해 달라”고 요구했다. 그는 또 성매매 특별법 시행 이후 남자 성범죄자들만 언론에서 띄우고 여자 성범죄자에 대해서는 별로 보도하지 않는 점 역시 편파성으로 지적했다.

#### 성매매 특별법 폐지론
2003년 9월 성매매 특별법이 제정되자 그는 성매매 특별법의 폐지를 주장했다. 2004년 11월 언론들과의 인터뷰에서 그는 인권위 진정 등과 관련해 “비단 혼자만의 생각은 아니며 50만 명에 달하는 회원들 모두의 문제 의식과 이에 따른 전폭적인 지지에 힘입은 것”이라면서 “여성부 설치 자체에 대해서는 헌법소원을 제기해놓은 상태로 회원들과 비회원 남성들의 전폭적인 지지를 받고 있다”고 밝혔다. 특히 성매매 특별법이 폐지되어야 한다는 이번 주장에 대해 “성매매 특별법은 남성 전부를 적으로 본 것으로 남성 처벌을 목적으로 한 목적법에 해당한다”며 “명백한 남성 인권탄압법으로 남성 전체를 범죄자 취급하는 것”이라고 말했다.
그는 또 “기존 성범죄에 관한 법률에 가중처벌 등의 조항을 삽입해 기존 형법을 보안하면 되는 사안을 특별법까지 만들어 시행한다는 것은 남성의 사회활동을 좁아지게 하고 여성들의 지위를 향상시키려는 의도가 숨어 있는 것”이라며 “가정에 대한 존엄성이 상실되고 남성의 가치가 희박해 지는 것이 오늘날 남성들의 현실인데 정부가 너무 상대적 약자라는 이유를 들어 여성계의 목소리만 대변한다”고 주장했다.
이에 대해 여성단체 한 관계자는 “말도 안 된다”며 “대응할 필요도 없는 엉터리 주장에 불과하다”고 일축했다. 이 같은 주장이 외부로 알려지자 한 회사원(34·여)은 “남성우월주의에서 비롯된 발상”이라며 “성매매가 엄연한 불법행위인 만큼 성구매 남성을 처벌하는 것이 당연한데, 남성들에 대한 인권탄압이라는 말은 도무지 이해되지 않는다”고 말했다. 여성 인사들의 일부 비판에 대해 논객 성재기 등은 그럼 자발적으로 성매매를 하는 성노동자들이 범죄자냐고 반박, 논쟁이 오가기도 했다. 한편, 이경수 대표의 인권위 진정과 헌법소원 움직임에 대해 한국남성협의회 측은 “적극적인 참여 의사를 밝히는 남성들이 늘고 있다”고 밝히며 “성매매 특별법에 대한 문제뿐만 아니라 홈페이지를 통해 남성들의 역차별 사례를 홍보하는데도 주력하고 있다”고 말했다.

### 남성 희생론 및 남성 역차별론
이경수 회장은 여성들이 남녀평등을 말하면서도 3d업종은 기피하는 점, 무조건 사무직과 좋은 자리만을 여성 몫으로 요구하는 점을 지적했다. 동시에 한국 남자들이 지금까지 책임감과 희생정신을 갖고 가부장 역할을 묵묵히 수행해왔음을 지적했다. 그는 “3d업종 종사자 98%가 남성이라는 통계처럼 가족을 위해 어려운 일도 마다하지 않고 열심히 일하는 남성 가장이 대부분이고, 온갖 스트레스와 압박으로 평균수명까지 8년 이상 여성보다 적게 나타날 정도로 남성들이 힘들게 살아가고 있지만 정작 남성의 인권에 대해 관심을 갖는 사람이 얼마나 되느냐”면서 “양성평등에 대한 목소리를 높이는 여성계의 목소리 듣기에만 급급한 나머지 그나마 몇 안 되는 군가산점제와 같은 남성 혜택까지 모두 없애면서 여성 인권법 만들기에만 치중하는 정부가 한심하다”고 덧붙였다.
이 회장은 남성 차별의 '부작용'으로 '한국의 40-50대 남성 자살률이 여성의 3.3배로 세계 1위'이고 '남녀수명차가 8년으로 세계 1위'라는 안타까운 기록이 수립되고 있다면서 "반면 한국여성들의 전업 주부율은 58%로 세계 1위의 수준인데, 생리휴가 제도를 실시하는 나라는 우리나라가 세계 최초이자 아직까지 유일한 나라이며, 여성 30% 강제할당제도 역시 세계적으로 이처럼 높은 비율로 시행하는 나라는 없다"고 꼬집었다.

#### 남성 차별론
그는 1993년 이후 각종 공개채용 응시 자격에서 군필자 혹은 면제자만 응시자격을 준다며, 남자들에 대한 차별을 문제점으로 지적했다. 그에 의하면 '응시자격도 남성의 경우 군필자 혹은 면제자로 돼 있지만 여성들에게는 완전히 개방된 상태다. 그렇다고 군가산점이 있길 하나? 때문에 이러한 위기 상황은 전적으로 군가산점의 폐지로 야기된 것이다. 여성의 권익이 높아지고 남성의 권익이 제약받으면서 일부분 가족 붕괴의 원인이 되고 있고 출산율 또한 하락하고 있는 현상은 이같은 연장선상에서 해석할 수 있을 것이다.'라고 지적했다. 그는 그는 각종 여성 할당제, 여성 가산점, 여성 특혜 등 남자들에 대한 불이익이 가해진다고 비판했다. 여성이 차별대우를 받았다면 여자들에게도 똑같은 출발점, 기회를 주어야지 왜 여자들에게 무조건 특혜를 주느냐고 비판했다.
그는 '남성 차별의 '부작용'으로 '한국의 40-50대 남성 자살률이 여성의 3.3배로 세계 1위'이고 '남녀수명차가 8년으로 세계 1위'라는 안타까운 신기록이 수립되고 있는 반면, 한국여성들의 전업 주부율은 58%로 세계 1위의 수준임에도 불구 생리휴가 제도를 (세계 최초이자 아직까지 유일하게) 실시하는 나라가 바로 우리 나라다. 한가지만 덧붙이자면 지난 2004년 9월 23일 남성들의 처벌을 목적으로 제정 시행한 성매매법은 무려 한달 새 4천3백65명의 대한민국 남성들이 형사 처벌되거나 줄줄이 교도소로 향하는 비극을 초래했다.'고 지적했다. 그는 각종 여성 할당제, 여성 가산점, 여성 특혜로 남자들이 취직과 승진에 제약을 당하면서, 결혼이 어려워지고 있다고 지적했다. 그는 남자들에 대한 제약, 제재가 결국 출산율 하락과 국가적 위기로 나갈 것이라고 전망했다.

#### 남성 약자론
이경수는 남자도 약자의 처지에 몰릴 수 있음을 지적했다. 그에 의하면 "문제는 사회적 약자가 꼭 여성인 것처럼 비춰져서는 안된다는 것이다. 남성들 역시 사회적 약자일 수 있다는 얘기다. 적어도 현재 처해진 남성들의 고단한 삶 자체는 단순히 치부해버릴 문제는 아니라는 생각이다. 그러나 여성들의 생각은 좀 다른 것 같다. 많은 제도가 여성에 맞춰져 있는 현실에서도 여성들의 성차별 피해 의식은 아마도 세계 1위 수준일 것이다."라는 것이다. 그는 남자도 약자가 될 수 있고, 여자도 강자가 될 수 있다며 여자라는 이유로 약자라고 주장하는 것은 잘못되었다고 지적했다.
그는 한국 여성들이 약자라고 할 단계는 지났다고 봤다. 그에 의하면 일부 정치인과 지식인들은 여성을 약자라고 지적한다며 사실은 그와 다르다고 지적했다. 그는 '현실은 우리나라 여성의 복지지표가 세계 1백62개국 중에서 네덜란드, 벨기에와 함께 4위일 정도다. 이는 미국이나 프랑스, 캐나다보다도 월등한 수치다. 꼭 이런 지표가 아니더라도 현재 여성을 위주로 한 법률도 계속 늘어나는 추세다. 모자보건법, 모성보호법, 여성기업지원에 관한 법률, 여성에 관한 국제협약 등등. 그러나 정작 남성에 관한 특별법은 단 한가지도 존재하지 않는다.'고 지적했다.
그는 이미 여자들에 대한 제약과 차별이 사라졌다고 지적했다. 그에 의하면 '의식적 양성평등은 이미 우리 사회에 뿌리내려 있다고 본다. 때문에 더 이상 양성평등이라는 명목으로 여성들에게만 혜택을 주는 일이 반복되어서는 안된다. 단순한 생리적 힘의 논리로만 본다는 양성평등이 여전히 미흡해 보일지 모르지만 이미 제도적으로는 여성들에게 충분한 혜택이 돌아가고 있다.'는 것이다. 오히려 일부 남자들이 양질의 일자리에서 배제되는 점, 양질의 일자리와 편한 사무직 등은 오히려 여자들만 주로 채용하는 점을 지적했다. 그는 '이제는 남성 권익도 생각해볼 때가 됐다. 단순히 어떤 방법으로 역차별을 해소하겠다는 생각은 위험하다.'고 지적했다.

#### 여성 특혜론
그는 한국 사회가 지나치게 여성에 대한 특혜정책을 추진중이라고 비판했다. 그는 "김대중 정권기인 1998년부터 2006년까지 부당한 차별법과 제도로 가정이 해체되고 지독한 생활고에 시달리던 수많은 중년 남성들이 수만명가량 자살한 것을 단순한 사회 현상으로 치부할 수 있는가. 오늘날 한국사회는 남성들의 '공적직렬' 상태를 맞고 있는데, 공무원 시험, 임용고시, 사법·외무고시 등 모든 시험 등에서도 한국 남성들이 처참하게 위상이 추락해 있음을 볼 수 있다. 단적인 예로 최근 각종 채용 심사 기준들은 외국어 우대 등 여성들에게 절대적으로 유리한 형태로 변하고 있다."고 지적했다.
그는 한국 사회가 1993년 이후 남성 차별을 조장하고 있으며, 남성 차별을 마치 양성평등인 것처럼 호도하고 있다고 분개하였다. 그는 "여성부가 생겨난 이후 남녀간 불균형은 더욱 심해져 여성과 남성의 초등학교 교원 비율이 92 : 8,  9급 공채의 경우 7 : 3의 비정상적 수치를 보이는 등 여성들이 독점하는 기현상을 보이고 있다. 결국 여성에게 절대적으로 유리한 환경으로 바뀐 사회 전반적인 분위기가 남성 주도였던 국가를 뒤흔들어 그야말로 혼돈의 시대를 불러온 것이다." 남녀평등을 가장하여 여성에게 지나친 특혜를 준다고 지적했다. 그는 남녀 모두 같은 출발점에서 출발해야지, 여자라는 이유로 특혜를 주는 것은 남성에 대한 역차별이라고 지적했다.
그는 여성부가 설치된 것부터 부당한 특혜로 봤다. 그에 의하면 "헌법에는 모든 국민이 성별과 종교, 사회적 신분 등 모든 사회 영역에서 차별을 받지 않고(제11조1항), 사회적 특수계급의 제도는 인정도, 창설도 할 수 없다(11조2항)고 규정하고 있는 만큼 여성부는 태성적으로 헌법에 위배된다"는 것이다. 이어 그는 '남성들이 여성들을 차별하는 법적 근거는 어디에도 없다. 여성부가 만들어진 것 자체가 성의 평등 원칙에 반하는 것이다.'고 덧붙였다. 또 이 회장은 2003년만 해도 여성부의 일반회계가 전년대비 무려 1228%가 증가된 총 6438억원이었다는 사실을 지적하며 "이중 여성발전기금 사업비는 전년대비 47.9%가 증가된 408억원이었고, 서울시 경우만 해도 여성기금이 40억으로 인상 책정돼 사용됐다"고 주장했다. 더구나 "여성의 복지지표가 세계 162개국 중에서 네덜란드, 벨기에와 함께 매우 높은 4위로, 미국, 프랑스, 캐나다보다도 여성 권한 지표의 향상이 월등함에도 불구, 정치인들의 의도적인 차별정책과 여성들의 남성에 대한 잘못된 판단으로 직·간접적 혹은 유·무형의 배제와 탄압을 남성들이 받고 있다"고 주장했다.

### 성매매 범죄론에 대한 반박
그는 성매매를 금지하는 것의 잘못을 지적했다. 언론과의 인터뷰에서 "성매매가 합리화될 수 있다고 보느냐"는 기자의 질문에 그는 "성(性)에는 존엄성이 있다고 생각한다. 남자를 범죄의 대상으로 보는 게 문제다."라고 지적했다. 그는 남자를 성범죄자로 규정하는 것 자체가 문제라고 지적했다. 또한 "남성이 여성을 성적욕구의 분출 대상으로 생각하고 돈으로 사는 행위가 어떻게 존엄성을 가질 수 있느냐"는 질문에 대해 그는 모든 남자가 여자를 성적 대상으로 보지 않는다며, 남자가 여자를 성적욕구 분출 대상으로만 본다는 것이야 말로 악의적인 편견이라 지적했다. 이어 그는 "자유로운 의사를 가진 성인남녀들은 혜안과 지적 성숙도를 갖췄다고 생각한다."고 반박했다.
또한 "성매매여성들이 자의가 아니라 강압적으로 성매매를 하는 경우가 상당수라는 것이 문제 아닌가."라는 질문에 그는 "물론 남성이 여성에게 강압, 폭력, 협박을 사용해 성매매를 강요한다면 처벌받아야 한다."고 답했다. 다만 자발적으로 성매매를 하는 여성들까지 피해자라고 규정하는 것은 부당하다고 역설했다. 또 "강압에 의해 성매매를 하는 여성들의 인권보호를 위해 이 법을 만든 게 아닌가."라는 질문에 대해 그는 "법 조항을 보면 성행위를 한 경우에 무조건 처벌받는다고 돼 있다. 폭력, 강압, 협박, 물리력 행사 등을 통해 성행위를 강요하는 남성을 처벌하려면 형법을 보완하는 것만으로도 충분하다."고 답했다. 한편 그는 기자로부터 모욕적인 질문을 받았으나 분노하지 않고 유연하게 대처하였다.

### 여성 특혜론 비판
이경수는 문민 정권 출범 이래 지나치게 여자들에게만 특혜를 부여한다고 비판했다. 2006년 5월의 언론 인터뷰에서 그는 "사회의 구조적 현상과 더불어 공직사회의 인적배열이 여성이 우위를 점하는 시대로 바뀌었다"고 주장하며 "각종 국가고시와 공무원 임용시험은 여성의 독무대가 되면서 그 수와 질까지도 독점하는 시대가 됐고, 이로 인해 다수의 고등학생, 대학생, 현역, 중년의 남자들에게 상대적 박탈감과 무기력증으로 이어지는 정신적 공황으로 빠져들게 해 급기야는 생존권의 축소와 소멸이라는 처참한 상황에까지 이르게 되었다"고 토로했다.
그는 남자가 강자라는 이유로 남자를 차별하거나, 남자의 권리를 제한하는 것은 잘못이라고 지적했다. 그는 “단지 신체적으로 우월하다는 이유로 남성들이 차별당해서는 안된다”고 지적했다.

### 부부 재산 강제분할 반대론
이경수는 이혼 시 재산을 무조건 부부가 반반으로 나누는 것에 대해 비판하였다. 누가 재산을 형성하는데 더 기여했는가를 따지지 않고 아내가 무조건 남자의 경제활동을 도왔다는 식으로, 이혼시 무조건 재산을 강제분할 하는 것은 옳지 못하다고 지적했다.  이 회장은 부부의 이혼시 재산분배를 균등하게 해야 한다는 주장에 대해서도 "누가 재산형성에 더 기여했느냐를 봐야 하는 것 아닌가"라며 남성에게 재산을 더 분배해야 한다는 입장을 밝히기도 했다.

## 기타
그는 방송에도 출연하기도 했다. MBC PD수첩 王의 남자, MBC 화제의 인물, SBS 세븐데이즈, KBS 좋은 아침, 화제의 인물 등의 텔레비전과 라디오 방송 등에 출연하여 남성 인권, 남성운동의 필요성을 역설하였다.

## 같이 보기
- 남성주의
- 한국남성협의회
- 성재기
- 정채기
- 남성연대
- 김인석
- 김재경
- 정성환